# Chamaecrista arenicola
Chamaecrista arenicola là một loài thực vật có hoa trong họ Đậu. Loài này được (R.Vig.) Du Puy miêu tả khoa học đầu tiên.